# Življenje
colorŽivljenje
Življênje je stanje, po katerem se nekatere entitete razlikujejo od neorganskih, t. j. neživih predmetov in mrtvih organizmov. Kaže se z rastjo, ki jo omogoča presnova, razmnoževanjem in zmožnostjo prilagajanja na okolje s spremembami od znotraj. Fizikalna značilnost življenja je, da se hrani z negativno entropijo.
Organizem je osnovna enota življenja, termodinamično odprt sistem, ki vzdržuje homeostazo – stabilno notranje stanje s pomočjo vrste kontrolnih mehanizmov v telesu. Sestavljeni so iz celic, ki so osnovna funkcionalna enota življenja, in imajo življenjski krog, presnavljajo zaužite snovi, se odzivajo na dražljaje ter razmnožujejo. Gen je enota dednosti, ki se z razmnoževanjem prenaša od organizmov na njihove potomce, genski zapis pa se skozi generacije z evolucijo spreminja, s čimer se tvorijo skupine sorodnih organizmov – taksoni. Te v grobem razvrščamo v glavne življenjske oblike, kot so rastline, živali, glive, protisti, arheje in bakterije, ki se nato delijo v hierarhiji življenja na nižje taksone. Nekateri med življenjske oblike uvrščajo tudi viruse in viroide, ki pa jih običajno ne obravnavamo kot žive, saj za svoj obstoj in razmnoževanje izkoriščajo življenjske procese gostitelja. Biologija je znanstvena disciplina, ki preučuje življenje in vse njegove pojavne oblike.
O nastanku življenja (abiogeneza) iz nežive snovi in njegovem zgodnjem razvoju nimamo zanesljivih podatkov, po podobnosti pa sklepamo, da so se vse današnje življenjske oblike razvile iz istega skupnega prednika in se skozi geološke dobe v procesu evolucije prilagodile na preživetje v raznovrstnih habitatih na Zemlji. Po ocenah obstaja na milijone različnih vrst organizmov.
Smrt je konec življenja posameznega organizma, nepovratno prenehanje življenjskih funkcij. Če umrejo vsi predstavniki določene vrste, pravimo temu izumrtje. Izumrle življenjske oblike preteklih geoloških dob preučujemo s pomočjo njihovih fosilnih ostankov.

## Razširjenost
Zemlja je edini planet v Vesolju, za katerega vemo, da gosti življenje, domnevajo pa, da obstaja tudi nezemeljsko življenje. Coni Zemlje, v kateri se pojavlja življenje, pravimo biosfera; obsega vse območje tekoče vode (hidrosfero vključno z najglobljimi oceanskimi jarki), površje kopnega (litosfero vključno z najvišjimi vrhovi) in spodnje plasti ozračja, plast, debelo približno 20 km. Pri tem velika večina živih bitij naseljuje ožje območje, od 500 m pod morsko gladino do 6 km nad njo. Izven tega uspevajo pretežno mikroorganizmi, prilagojeni na ekstremne razmere. Doslej v veliki meri spregledan je del biosfere v skalnatih plasteh pod površjem kopnega. Šele konec 20. stoletja je prišlo spoznanje, da lahko organizmi uspevajo tudi v vodnih žepih v skalnih razpokah več kilometrov globoko.

## Razvoj

### Izvor življenja
Znanstveniki ocenjujejo, da je Zemlja starost Zemlje približno 4,54 milijarde let. Življenje na Zemlji obstaja že vsaj 3,5 milijarde let,. Najstarejši znani fizični dokazi življenja so stari približno 3,7 milijarde let "Molekularne ure" so metoda, s katero znanstveniki ocenjujejo, kdaj so se določeni organizmi razvili, na podlagi mutacij v njihovem DNK. Po ocenah iz podatkovne baze TimeTree naj bi se življenje pojavilo približno pred 4 milijardami let. Hipoteze o izvoru življenja poskušajo razložiti nastanek univerzalnega skupnega prednika iz preprostih organskih molekul preko predceličnega življenja do protocelic in metabolizma. V letu 2016 so znanstveniki identificirali 355 genov, za katere menijo, da so bili prisotni pri zadnjem univerzalnem skupnem predniku.
Biosfera naj bi se razvila od nastanka življenja naprej pred vsaj približno 3,5 milijardami let Najzgodnejši dokazi o življenju na Zemlji vključujejo biogeni grafit, najden v 3,7 milijarde let starih metasedimentnih kamninah iz zahodne Grenlandije in fosile mikrobnih preprog, najdenih v 3,48. milijarde let starem peščenjaku iz Zahodne Avstralije. Nedavno, leta 2015, so v 4,1 milijarde let starih kamninah v Zahodni Avstraliji našli "ostanke biotskega življenja". Leta 2017 je bilo objavljeno, da so odkrili domnevno fosilizirane mikroorganizme (ali mikrofosile) v usedlinah hidrotermalnih vrelcev v pasu Nuvvuagittuq v Quebecu v Kanadi, ki so bili stari 4,28 milijarde let, kar predstavlja najstarejši dokaz o življenju na Zemlji. Ta odkritja kažejo na "skoraj trenuten nastanek življenja" po nastanku oceana pred 4,4 milijarde let in nedolgo po nastanku Zemlje pred 4,54 milijardami let.

### Evolucija
Evolucija je sprememba dednih značilnosti bioloških populacij skozi zaporedne generacije. Te spremembe lahko povzročijo nastanek novih vrst in izumrtje starih. Evolucija se pojavi, ko evolucijski procesi, kot sta naravna selekcija (vključno s spolno selekcijo) in genetski drift, delujejo na genetske variacije. Ti procesi povzročijo, da  določene lastnosti povečujejo ali zmanjšujejo svojo pogostost v populaciji skozi zaporedne generacije. Proces evolucije je povzročil biotsko raznovrstnost na vseh ravneh biološke organizacije.

### Fosili
Fosili so ohranjeni ostanki ali sledovi organizmov iz daljne preteklosti. Celota fosilov, tako odkritih kot neodkritih, in njihova postavitev v plasteh (stratumih) sedimentnih kamnin je znana kot fosilni zapis. Ohranjeni primerek se imenuje fosil, ki je starejši od 10.000 let. Starost fosilov se torej giblje od najmlajših na začetku obdobja holocena do najstarejših iz dobe arhaika, starih do 3,4 milijarde let.

### Izumrtje
Izumiranje je proces, s katerim vrsta izumre. Trenutek izumrtja je smrt zadnjega posameznika te vrste. Ker lahko vrste živijo na zelo velikih območjih, je določitev tega trenutka težavna in se običajno izvede za nazaj po določenem obdobju, ko ni več zaznanih posameznikov. Vrste izumrejo, ko ne morejo več preživeti v spreminjajočem se habitatu ali če se pojavi druga vrsta, ki je boljša pri izkoriščanju virov ali se bolje prilagaja spremembam. Več kot 99% vseh vrst, ki so kdaj koli živele, je zdaj izumrlih. Množično izumrtje omogoči preživelim vrstam, da se hitro razvijejo in razširijo v nove niše.